# Kabinett Sonnino I
Das Kabinett Sonnino I regierte das Königreich Italien vom 8. Februar 1906 bis zum 29. Mai 1906. Es löste das Kabinett Fortis II ab und wurde von Ministerpräsident Sidney Sonnino angeführt.

## Entstehung und Entwicklung
Das Kabinett Sonnino I war das 44. Kabinett des Königreiches. Es war drei Monate und 22 Tage im Amt. Es wurde von der Historischen Rechten (italienisch Destra Storica) und Teilen der Historischen Linken (it. Sinistra storica) sowie erstmals von der 1904 gegründeten Radikalen Partei gestützt. Das Regierungsprogramm zeichnete sich unter anderem durch umfangreiche Investitionen im Bereich der Eisenbahnen und einer Grundsteuerreform im Mezzogiorno aus. Zusammen mit dem Schatzminister Luigi Luzzatti und dem Generaldirektor der Banca d’Italia bereitete Sonnino eine Senkung der Rendite auf Staatsanleihen in Höhe von über 8 Milliarden Lire vor, die einen wesentlichen Beitrag zur Sanierung des Staatshaushaltes beitragen sollte und unter der nachfolgenden Regierung umgesetzt wurde. Sonnino trat am 15. Mai 1906 zurück, nachdem die Abgeordnetenkammer eine von der Regierung geforderte Fristfestlegung für einen Abschlussbericht des Eisenbahnausschusses abgelehnt hatte. Als Nachfolger Sonninos wurde Giovanni Giolitti mit der Regierungsbildung beauftragt, der das Kabinett Giolitti III bildete.

## Minister

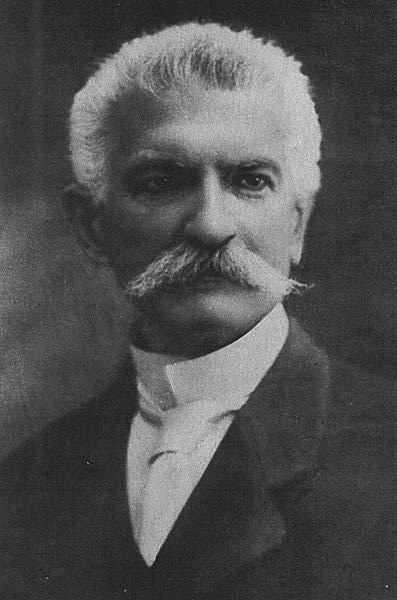
Sidney Sonnino

| Ministerien                          | Name                      |
| ------------------------------------ | ------------------------- |
| Ministerpräsident                    | Sidney Sonnino            |
| Äußeres                              | Francesco Guicciardini    |
| Inneres                              | Sidney Sonnino            |
| Justiz und Kirchenangelegenheiten    | Ettore Sacchi             |
| Krieg                                | Luigi Majnoni d’Intignano |
| Marine                               | Carlo Mirabello           |
| Finanzen                             | Antonio Salandra          |
| Schatz                               | Luigi Luzzatti            |
| Öffentliche Arbeiten                 | Pietro Carmine            |
| Bildung                              | Paolo Boselli             |
| Landwirtschaft, Industrie und Handel | Edoardo Pantano           |
| Post und Telegraphie                 | Alfredo Baccelli          |